# Грива (Смолевицький район)
Грива (біл. вёска Гріва) — село в складі Смолевицького району Мінської області, Білорусь. Село підпорядковане Драчківській сільській раді, розташоване в центральній частині області.